# Mindouli

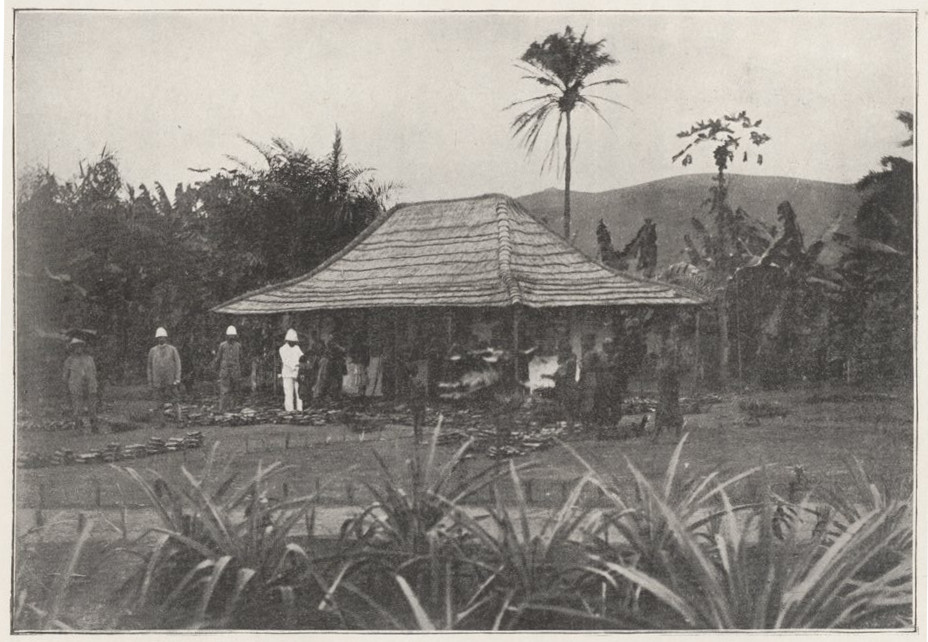
Ravitaillement en manioc des travailleurs indigènes à Mindouli, c. 1907

Mindouli (s'écrit aussi Minduli) est une ville du département du Pool, en République du Congo, chef-lieu du district de Mindouli. Elle est desservie par le Chemin de fer Congo-Océan (CFCO).

## Histoire
Mindouli a été fondée en 1933 par les spiritains comme poste de mission, sous l'épiscopat de Mgr Guichard.
Au cours des années 2000, le district de Mindouli a été la principale région affectée par la rébellion du pasteur Ntumi.